# 岩田卓也 (演奏家)
岩田 卓也（いわた たくや、1980年6月8日 - ）は、愛知県生まれの尺八演奏家。ニックネームは　”尺八キング"。

## 来歴・エピソード
1980年6月8日生まれ / 愛知県常滑市出身。12歳より母の影響で尺八をはじめる。東京藝術大学音楽学部邦楽科入学後に人間国宝の山本邦山に師事する。在学中にNHK『どんとこい民謡（2001年）』、『紅白歌合戦（2002年）』へ出演するなど活動の場を広げていく。その後2004年、23歳で参加した第10回｢長谷検校記念全国邦楽コンクール｣にて最年少で最優秀賞・文部科学大臣奨励賞を受賞。2009年東京邦楽コンクール1位受賞と日本伝統文化振興財団賞受賞。2010年ＮＨＫ日本賞授賞式にて皇太子の前にてゲスト演奏。2012年、世界一を決める「国際尺八コンクール」で優勝。

## ディスコグラフィ

### 残歌
岩田自身がリーダーを務める、伊藤志宏(ピアノ)、ファルコン(ギター)とのユニット
- うたかたの歌（2019年）

### 般若帝國
元永拓・小湊昭尚との尺八トリオ
- 完全犯罪（2006年）
- 墨色（2022年）

### URANUS（ウラナス）
中井智弥（二十五絃箏）とのユニット
- mini-Album：革命の序曲（2009年）
- ベストAlbum-1：雨ニモマケズ（2012年）
- ベストAlbum-2：風ニモマケズ（2012年）

### 岩田卓也＆MAKI
MAKI（code”M” ピアノ）とのユニット
- Untouchable Tune（2014年）

### ゲスト参加
- 都音のアルバム「玲瓏」（2005年）
- カノン100％fiore（オムニバス）（2009年）
- 中井智弥ミニアルバム「花は心」（2009年）
- 江戸信吾作品集｢Ryujin｣「RAIJIN」「FUJIN」「雪しまき」（2009年）
- 池上眞吾作品集｢春夏コレクション｣（2009年）
- 剛 紫アルバム美 我 空 - ビ ガ ク ～ my beautiful sky(2009年)の美 我 空に東儀秀樹らと共に参加
- code"M"×VEE 　アルバムTOKYO GRANDE に参加（2011年）
- 爽涼鼓舞 - D.JSP（Disney Japan Sound Project) - 和楽器ミュージシャンによるプロジェクトチームによりショー開始前のBGM「ディズニー“D.JSP”メドレー」に参加(2013年)
- Accordion Duo 巡~MeguRee~「Eyes of the Mirror」(2022年)

## 受賞歴
- 長谷検校記念全国邦楽コンクール 最優秀賞（最年少受賞）,文部科学大臣奨励賞(2004年)
- 愛知県芸術文化選奨文化新人賞（最年少受賞）(2007年)
- 東京邦楽コンクール1位受賞(2009年)
- 日本伝統文化振興財団賞受賞(2009年)
- 第1回国際尺八コンクール本選第1位受賞(2012年)
- 第45回PIF国際アコーディオンコンクール ワールド部門2位(2020年)(アコーディオンユニット"MEGUREE"として)[3] [4]
- 2022世界尺八動画コンクールアンサンブル部門第1位受賞(2022年)(元永拓とのデュオ)[5]